# Ritratto di Vincenzo I Gonzaga nel giorno dell'incoronazione
Il Ritratto di Vincenzo I Gonzaga nel giorno dell'incoronazione è un dipinto a olio su tela (210x117 cm) di Jeannin Bahuet, databile 1587, precedentemente in una collezione privata, ora acquisita dal Ministero della Cultura ed esposto al Palazzo Ducale (Mantova).

## Descrizione
Il quadro ritrae il principe Vincenzo I Gonzaga venticinquenne nel momento dell'incoronazione a duca di Mantova, avvenuta il 22 settembre 1587.
Il duca indossa una berretta in raso bianco con la corona ducale carica di pietre preziose e una cappa d’ermellino. Vincenzo regge con la mano destra lo scettro, mentre la sinistra impugna la spada.